# سیف رحیم (تاجیکستان)
سیف رحیم (به لاتین: Sayf Rahim) یک جماعت‌های تاجیکستان در تاجیکستان است که در ناحیه بلجوان واقع شده‌است.
 سیف رحیم  ۷٬۳۰۵ نفر جمعیت دارد.